# Kirkintilloch
Kirkintilloch (Cathair Ceann Tulaich en gaélique (gd)) est une ville et ancien burgh d'Écosse, situé dans le council area de l'East Dunbartonshire dont elle est la capitale administrative, après avoir été celui de l'ancien district de Strathkelvin (originellement appelé Bishopbriggs and Kirkintilloch), au sein de la région du Strathclyde. Elle est située à une douzaine de kilomètres au nord-est de Glasgow, dans la région de lieutenance et ancien comté de Dunbartonshire.
Elle se trouve sur les bords du canal de Forth et Clyde.

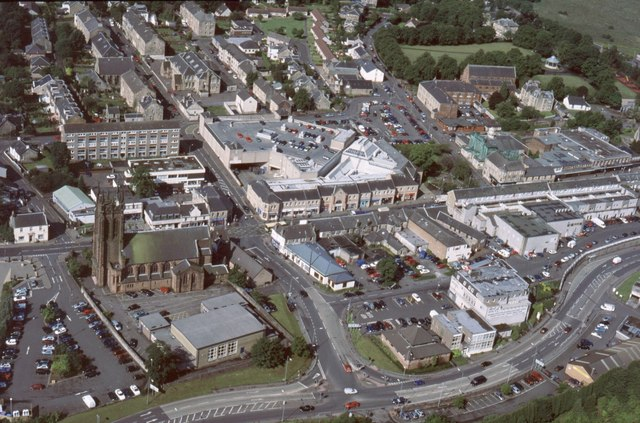
Vue aérienne de Kirkintilloch.

## Personnalités
- Alexander Bain, inventeur, y est décédé
- Archibald Scott Couper, chimiste, y est né
- Walter Dick, footballeur international américain, y est né
- Jimmy Gallagher, footballeur international américain, y est né
- David Lapsley (en), footballeur, y est né